# 今泉潤太郎
今泉 潤太郎（いまいずみ じゅんたろう、1932年 - ）は、日本の中国語学者。愛知県豊橋市出身。愛知大学名誉教授。現在、『中日大辞典』編集主幹を務めている。

## 経歴
1951年、愛知県立豊橋時習館高等学校卒業。1955年、愛知大学文学部文学科卒業、愛知大学華日辞典編纂所に勤務する。1959年、同大学教養部にて中国語を担当する。1997年、同大学現代中国学部教授。大学院中国研究科教授（中国語学）。2000年、同大学現代中国学部長。2003年、同大学名誉教授。
2012年、瑞宝中綬章受章。

## 『中日大辞典』への貢献
1933年5月、東亜同文書院において、鈴木擇郎を責任者として『華日辞典』の編纂が始まり、「華日辞典カード」14万枚が作成された。しかし、敗戦により東亜同文書院大学が廃止され、カードを含めた全財産が中華民国政府教育部京滬区特派員公処に接収される。1954年、日中友好協会を通じて、辞典カードが愛知大学へ転送される。今泉は鈴木の推薦によって、編集者の1人として加わる。1955年、華日辞典編纂処が発足。編集委員長鈴木擇郎、編集主幹内山雅夫らにより『華日事典』の編集が開始され、華日辞典刊行会も設立された。1968年、『中日大辞典』が刊行される。
1975年、『中日大辞典』改訂版編集委員会が発足。編集委員長に今泉が就き、 編集主幹に鈴木らが就いた。1986年、『中日大辞典』第二版刊行。
今泉はTBSのラジオインタビューにおいて、「中国は、戦後の支配体制を社会体制へと変革させたのにともない、それまで存在していた証券市場がなくなると、「株式投資」、「大引け」などの資本主義的経済用語を中国国内の辞書から抹消し、さらには文化大革命期の言葉も辞書に掲載させなかった。このため中国の人が当時の言葉を自国の辞書で調べようとしても見つけることができなかったが、中日大辞典には資本主義的経済に関連した言葉も文化大革命期の言葉も意図的に残して記載しておいたので、中日大辞典で自国のことを知ることができた中国人が結構いたそうです。このようなわけで、自国の辞書よりも語彙が豊富な中日大辞典は、出版当初から中国の大学生の間では知名度が高く、多くの学生がそれを購入することを望んだが、たいへん高価であったため、初版も2版も海賊版が出まわり、それらで学んだ学生たちがいま大学教授や大使館高官になっているんです」と中日大辞典の功績について語っている。
2010年、『中日大辞典』第三版が刊行される。同年11月15日、今泉本人が愛知大学学長らと共に中国大使館を訪れ、中日大辞典第三版113部（中国の大学数）を程永華駐日中国大使に寄贈した。

## 編著
- 『中日大辞典』初版 （中日大辞典刊行会、1968年）編集委員。
- 『中日大辞典』増訂版 （大修館書店、1986年）編集委員長。
- 『中日大辞典』第三版 （大修館書店、2010年）編集主幹。